# Volby prezidenta USA 1796

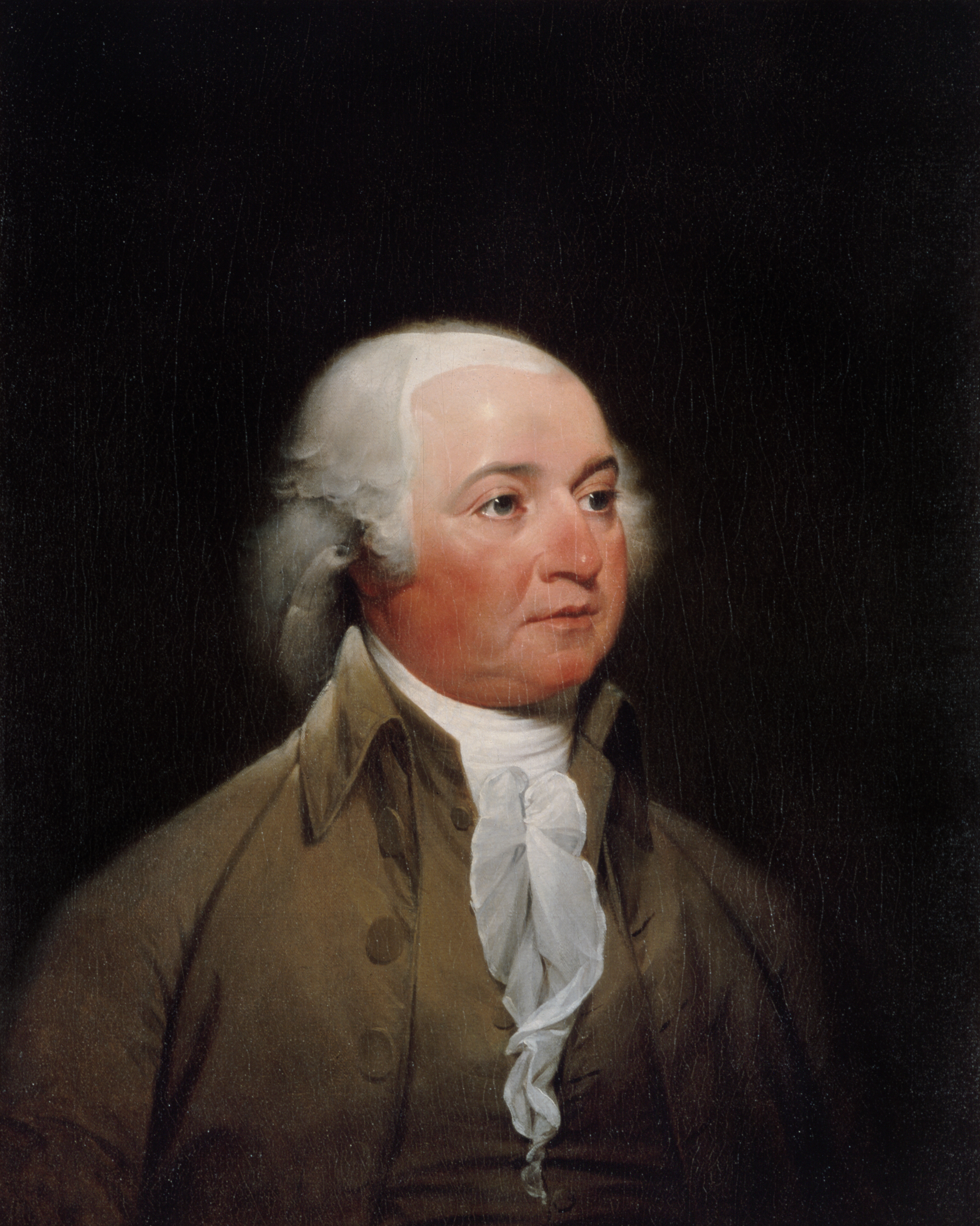
John Adams

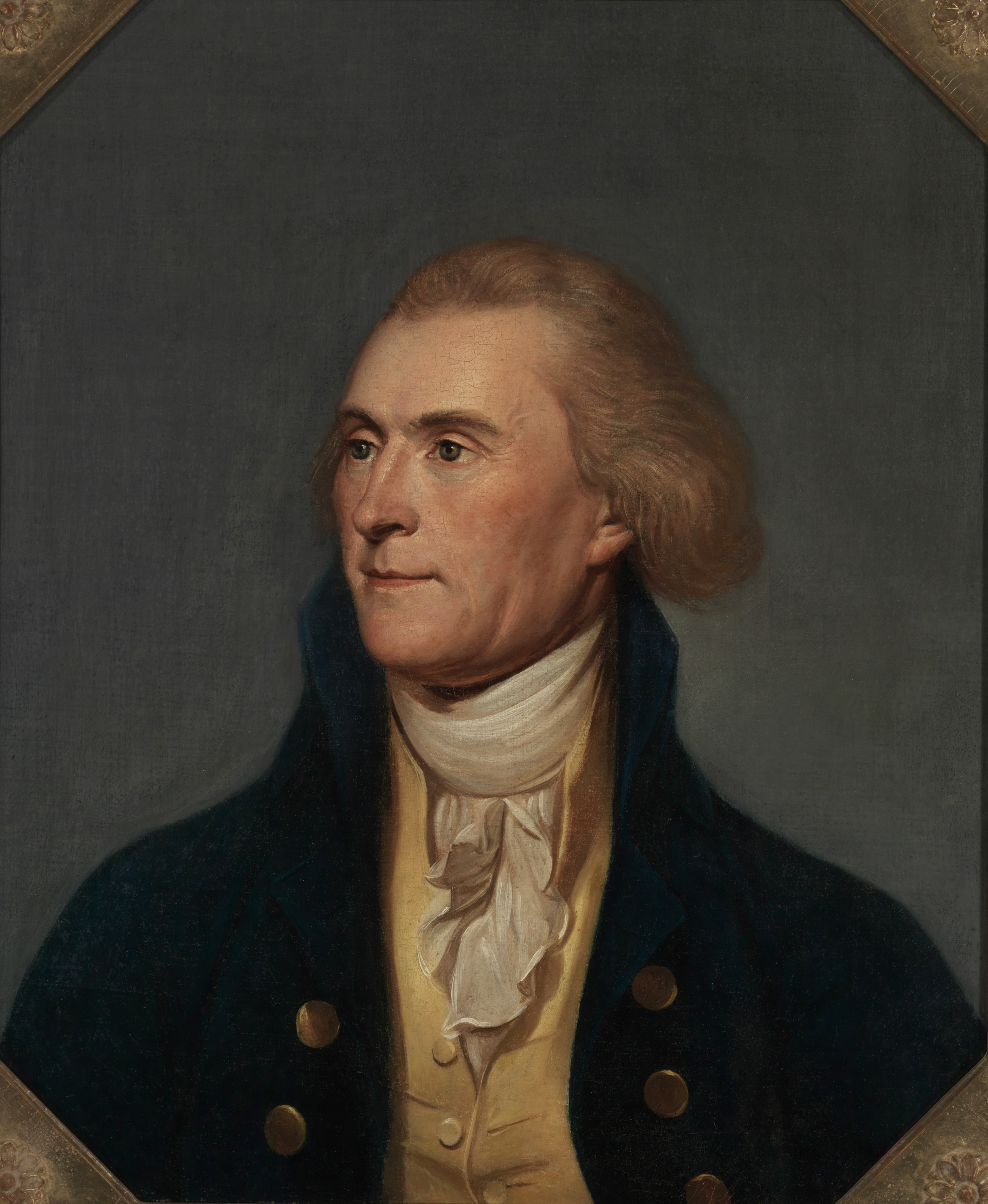
Thomas Jefferson

Výsledky voleb podle států

Volby prezidenta USA 1796 byly třetí prezidentské volby ve Spojených státech. Ačkoliv tehdy Ústava USA nezakazovala úřadujícímu prezidentovi Georgovi Washingtovi kandidovat napotřetí, svým způsobem se rozhodl nekandidovat. Ve volbách zvítězil John Adams a jako viceprezident byl zvolen Thomas Jefferson.

## Pozadí
Volby roku 1796 se řídily stejnými pravidly jako v roce 1792. Zatímco v předešlých volbách se politické strany teprve utvářely, před těmito volbami se již plně zformovaly. Alexander Hamilton založil Federalistickou stranu a krátce do roku 1792 jí předsedal. Protějšek Hamiltonovy politiky Thomas Jefferson zase založil Demokraticky-republikánskou stranu. Když v roce 1796 George Washington oznámil, že nebude usilovat o třetí termín prezidentské funkce, přirozeným kandidátem federalistů se stal bývalý viceprezident John Adams. Hamilton, který podporoval Adamse, se však snažil prosadit kandidaturu Thomase Pinckneyho, který se nakonec stal jenom kandidátem na viceprezidenta. Tento krok u federalistů znamenal rozbití Pinckneyho tábora ve straně a ignoraci svých potenciálních voličů. Demokraticky-republikánským kandidátem byl Thomas Jefferson a Aaron Burr, který kandidoval jako viceprezident.

## Hlasování
Voleb se zúčastnilo 66 841 voličů. John Adams získal 53,4% a Thomas Jefferson 46,6% hlasů. a Když v únoru 1797 schválil sbor volitelů 71 hlasy Johna Adamse jako druhého prezidenta USA, bylo k vítězství potřeba 69 hlasů. Hlasování viceprezidenta nebylo stejně jako v předešlých volbách oddělené (každý volitel měl dva hlasy - pro kandidáta na prezidenta a viceprezidenta, přičemž hlasy nebyly rozlišeny), ale druhý v pořadí byl Jefferson se svými 68 hlasy. Jedná se tedy o jediné volby, ve kterých byli zvoleni dva kandidáti z protichůdných stran. Thomas Pinckney obdržel 59 hlasů. Spolukandidát Jeffersona Aaron Burr získal 30 hlasů. Ostatní kandidáti dosáhli méně než 16 hlasů.
Vítězství Adamse bylo přisouzeno hlavně voličům ze severních států, zatímco jižní a západní státy jako Kentucky nebo Tennessee podporovaly Jeffersona.
Volební účast byla 2,07%.
| Jméno            | Stát          | Hlasy voličů | Procent | Strana              |
| ---------------- | ------------- | ------------ | ------- | ------------------- |
| John Adams       | Massachusetts | 35 726       | 53,4%   | federalista         |
| Thomas Jefferson | Virginie      | 31 115       | 46,6 %  | demokrat-republikán |

| Jméno                       | Stát           | Hlasy volitelů | Strana               |
| --------------------------- | -------------- | -------------- | -------------------- |
| John Adams                  | Massachusetts  | 71             | Federalista          |
| Thomas Jefferson            | Virginie       | 68             | Demokrat- Republikán |
| Thomas Pinckney             | Jižní Karolína | 59             | Federalista          |
| Aaron Burr                  | New York       | 30             | Demokrat- Republikán |
| Samuel Adams                | Massachusetts  | 15             | Demokrat- Republikán |
| Oliver Ellsworth            | Connecticut    | 11             | Federalista          |
| George Clinton              | New York       | 7              | Demokrat- Republikán |
| John Jay                    | New York       | 5              | Federalista          |
| James Iredell               | Jižní Karolína | 3              | Federalista          |
| George Washington           | Virginie       | 2              | Nestraník            |
| John Henry                  | Maryland       | 2              | Demokrat- Republikán |
| Samuel Johnston             | Jižní Karolína | 2              | Federalista          |
| Charles Cotesworth Pinckney | Jižní Karolína | 1              | Federalista          |

- George Washington byl nestraník, ale silně sympatizoval s Federalistickou stranou, a proto bývá někdy uváděn jako federalista.